# КК Берое
КК Берое (буг. БК Берое) је бугарски кошаркашки клуб из Старе Загоре. У сезони 2016/17. такмичи се у Кошаркашкој лиги Бугарске и у Балканској лиги.

## Историја
Клуб је основан 1958. године, а највећи успех у националном првенству постигао је у сезони 2016/17. освајањем другог места. Победник је Купа Бугарске за 2017. годину.
Од сезоне 2015/16. учесник је регионалне Балканске лиге. Већ у сезони 2016/17. успео је и да освоји ово такмичење.

## Успеси

### Национални
- Првенство Бугарске:
  - Вицепрвак (1): 2017.

- Куп Бугарске:
  - Победник (1): 2017.
  - Финалиста (1): 2019.

### Међународни
- Балканска лига:
  - Победник (1): 2017.